# 三郷村 (樺太)
三郷村（さんごうむら）は、日本の領有下において樺太に存在した村（指定町村）。法的には1949年6月1日、国家行政組織法の施行をもって廃止した。
当該地域の領有権に関する詳細は樺太の項目を参照。現在はロシア連邦がサハリン州タラナイ（ru:Таранай）として実効支配している。

## 概要
- 南は亜庭湾に面していた。
- 多蘭内川の28キロメートル上流に伐採した丸太を押し流す堰堤があった。[3]
- 幌内保川の上流に滝があった。[3]

## 歴史
- 1915年（大正4年） - 樺太庁告示第七十三号により郡町村名称区域制定ののち留多加郡三郷村と称する。[3]
- 1915年（大正4年）9月 - 大字多蘭内、大字幌内保、大字雨龍に区分。[3]
- 1923年（大正12年）3月 - 大字多蘭内、大字幌内保が留多加村に編入、大字雨龍は能登呂村に分属され三郷村廃止。[3]
- 1929年（昭和4年）3月 - 樺太庁告示第四十一号を以て大字多蘭内、大字幌内保及び留多加町大字川西字利良の地を以て三郷村を制定。[3]
- 1929年（昭和4年）7月1日 - 樺太町村制の施行により二級町村となる。
- 1942年（昭和17年）11月 - 管轄支庁が豊原支庁に変更。
- 1943年（昭和18年）4月1日
  - 「樺太ニ施行スル法律ノ特例ニ関スル件」（大正9年勅令第124号）が廃止され、内地編入。
  - 指定町村となる。
- 1945年（昭和20年）8月22日 - ソビエト連邦により占拠される。
- 1949年（昭和24年）6月1日 - 国家行政組織法の施行のため法的に樺太庁が廃止。同日三郷村廃止。

## 村内の地名
| - 多蘭内（たらんない） - 上多蘭内（かみたらんない） - 下多蘭内（しもたらんない） - 利良（りら） - 赤川（あかがわ） - 幌内保（ほろないぼ） | - 池月浜（いけづきはま） - 南池月（みなみいけづき） - 渋内（しぶない） - 末広沢（すえひろざわ） - 初見沢（はつみざわ） |

（）

## 地域

### 教育
以下の学校一覧は1945年（昭和20年）4月1日現在のもの。
- 樺太公立利良国民学校
- 樺太公立多蘭内国民学校
- 樺太公立上多蘭内国民学校
- 樺太公立幌内保国民学校